# PSTK
PSTK (англ. Phosphoseryl-tRNA kinase) – білок, який кодується однойменним геном, розташованим у людей на 10-й хромосомі. Довжина поліпептидного ланцюга білка становить 348 амінокислот, а молекулярна маса — 39 527.
| 10         |  | 20         |  | 30         |  | 40         |  | 50         |
| ---------- |  | ---------- |  | ---------- |  | ---------- |  | ---------- |
| MKTAENIRGT |  | GSDGPRKRGL |  | CVLCGLPAAG |  | KSTFARALAH |  | RLQQEQGWAI |
| GVVAYDDVMP |  | DAFLAGARAR |  | PAPSQWKLLR |  | QELLKYLEYF |  | LMAVINGCQM |
| SVPPNRTEAM |  | WEDFITCLKD |  | QDLIFSAAFE |  | AQSCYLLTKT |  | AVSRPLFLVL |
| DDNFYYQSMR |  | YEVYQLARKY |  | SLGFCQLFLD |  | CPLETCLQRN |  | GQRPQALPPE |
| TIHLMGRKLE |  | KPNPEKNAWE |  | HNSLTIPSPA |  | CASEASLEVT |  | DLLLTALENP |
| VKYAEDNMEQ |  | KDTDRIICST |  | NILHKTDQTL |  | RRIVSQTMKE |  | AKGNQEAFSE |
| MTFKQRWVRA |  | NHAAIWRIIL |  | GNEHIKCRSA |  | KVGWLQCCRI |  | EKRPLSTG   |

A: Аланін

C: Цистеїн

D: Аспарагінова кислота

E: Глутамінова кислота

F: Фенілаланін

G: Гліцин

H: Гістидин

I: Ізолейцин

K: Лізин

L: Лейцин

M: Метіонін

N: Аспарагін

P: Пролін

Q: Глутамін

R: Аргінін

S: Серин

T: Треонін

V: Валін

W: Триптофан

Кодований геном білок за функціями належить до трансфераз, кіназ. 
Задіяний у таких біологічних процесах, як біосинтез білків, альтернативний сплайсинг. 
Білок має сайт для зв'язування з АТФ, нуклеотидами, іоном магнію. 